# Cerkiew Włodzimierskiej Ikony Matki Bożej w Līvāni
Cerkiew Włodzimierskiej Ikony Matki Bożej – prawosławna cerkiew parafialna w Līvāni, w dekanacie dyneburskim eparchii dyneburskiej Łotewskiego Kościoła Prawosławnego.
Położenie kamienia węgielnego pod cerkiew miało miejsce we wrześniu 1937. Świątynia miała służyć liczącej ok. 160 osób parafii. Przed wojną nie doszło jednak do jej poświęcenia, a po wcieleniu ziem łotewskich do ZSRR obiekt pozostawał zamknięty. W latach 60. XX wieku z budynku usunięto wzniesioną wcześniej kopułę, a obiekt zaadaptowano na magazyn. Funkcje te budynek pełnił do 1986. W wymienionym roku obiekt przejęła osoba prywatna w celu przebudowy go na dom mieszkalny. Dopiero siedem lat później, za odszkodowaniem, cerkiew przejęła parafia prawosławna. Budynek poświęcił, po zakończeniu remontu, biskup dyneburski Aleksander. Miało to miejsce 8 września 1998.
Cerkiew wzniesiona jest na planie prostokąta o wymiarach 7,6 na 8,6 metra. Jej projekt wykonał W. Szczerwinski, zaś jako budulec został użyty beton.